# Ivan Majeský
Ivan Majeský (ur. 2 września 1976 w Bańskiej Bystrzycy) – słowacki hokeista, reprezentant Słowacji, dwukrotny olimpijczyk.

## Kariera
- HC 05 Banská Bystrica (1995-1999)
- HKm Zvolen (1999-2000)
- Ilves (2000-2002)
- Florida Panthers (2002-2003)
- Atlanta Thrashers (2003-2004)
- Sparta Praga (2004-2005)
- Washington Capitals (2005-2006)
- Linköping (2006-2009)
  -  Kärpät (2006, 2007)
  -  HIFK (2008)
- Skellefteå (2009-2011)
- Linköping (2006-2009)
- HC Kladno (2009, 2011-2014)
  -  Linköping (2012)
  -  Jokerit (2013)
- HC Ołomuniec (2014-2015)
- HC 05 Bańska Bystrzyca (2015-)

Wychowanek klubu HC 05 Bańska Bystrzyca. W swojej karierze występował w klubach słowackiej ekstraligi, czeskiej ekstraligi, NHL, szwedzkiej Elitserien i fińskiej Liiga. Od maja 2013 związany nową umową z HC Kladno. Od września 2014 zawodnik HC Ołomuniec. W maju 2015 ogłosił zakończenie kariery. Mimo tego później występował w barwach macierzystego klubu z Bańskiej Bystrzycy.
Uczestniczył w turniejach mistrzostw świata w 2003, 2004, 2005, 2008, 2010 2011 oraz zimowych igrzysk olimpijskich 2002, 2006.

## Sukcesy

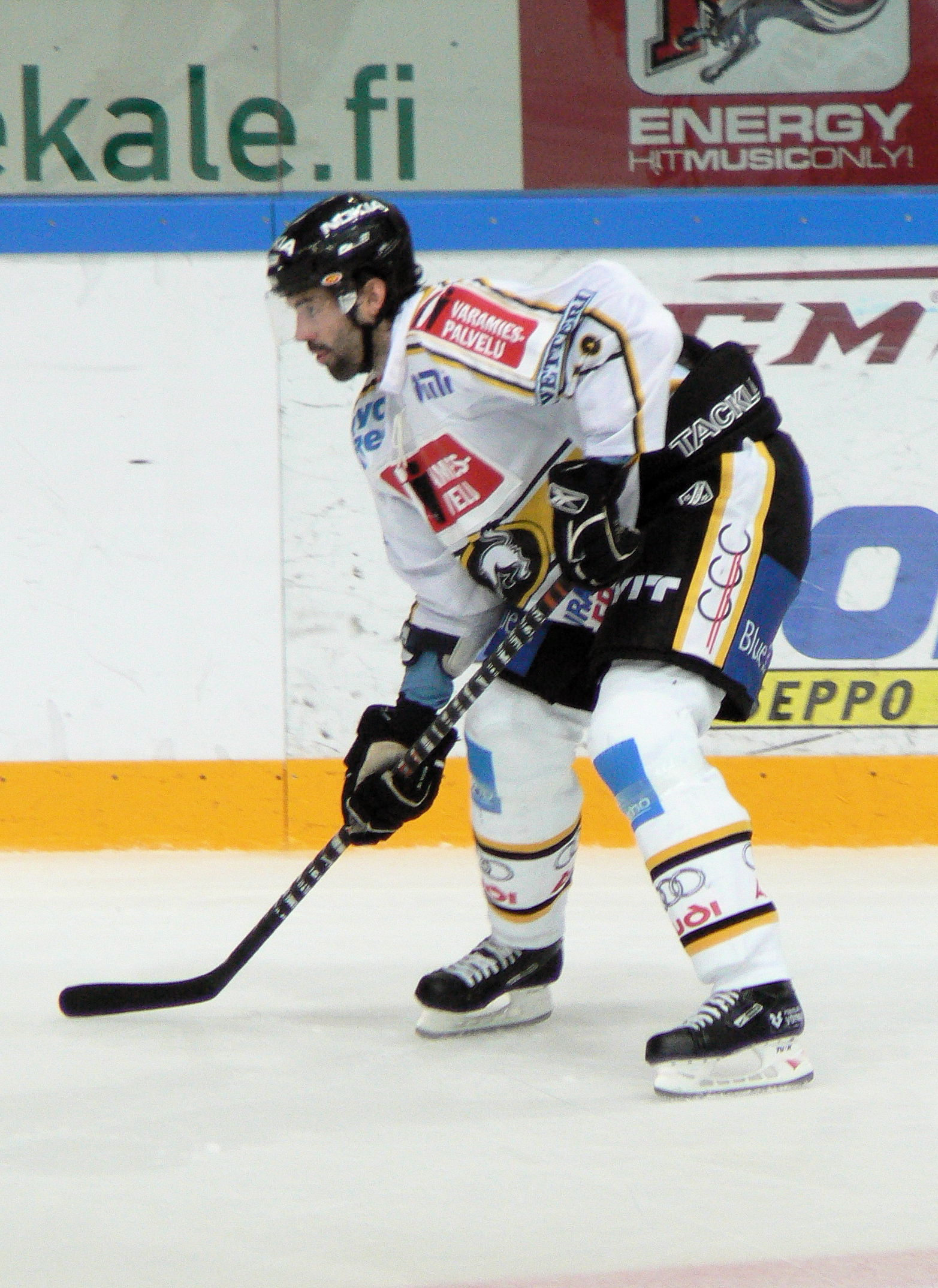
Ivan Majeský w barwach Kärpät (2007)

Reprezentacyjne
- Brązowy medal mistrzostw świata: 2003

Klubowe
- Srebrny medal mistrzostw Słowacji: 2000 z HKm Zwoleń, 2016 z HC 05 Bańska Bystrzyca
- Mistrzostwo 1. ligi: 1995 z HC 05 Bańska Bystrzyca
- Brązowy medal mistrzostw Finlandii: 2001 z Ilves
- Srebrny medal mistrzostw Szwecji: 2007, 2008 z Linköping, 2011 ze Skellefteå
- Puchar European Trophy: 2008 z Linköping
- Złoty medal mistrzostw Słowacji: 2017 z HC 05 Bańska Bystrzyca

## Odznaczenia
- Medal Prezydenta Republiki Słowackiej – 2003[4]